# Mohamed Masmoudi

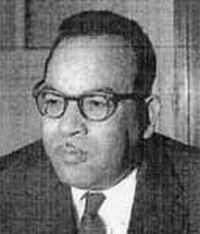
Porträtt av Mahamed Masmoudi

Mohamed Masmoudi, född den 29 maj 1925 i Mahdia, Tunisien, död 7 november 2016 i Mahdia, var en före detta tunisisk politiker. 

## Biografi
Masmoudi gjorde sina studier vid Sadiki College i Tunis. År 1949 blev han ordförande för partiet Neo-Destour i Frankrike. Han utsågs till minister 1954 i Tahar Ben Ammars regering, vilket ledde honom till att förhandla om intern autonomi för Tunisien gentemot Frankrike. År 1956 utsågs han till minister för ekonomi och medlem i den tunisiska delegationen som deltog i ceremonin som avslutade det franska protektoratet  för Tunisien.
Efter självständighet Tunisiens tog Masmoudi plats i politbyrån av Neo-Destour och hade ett antal positioner, såsom statssekreterare för information 1958-1961 och för turism 1961. Han fick sedan avgå på grund av ståndpunkter som ansågs avgörande för rättegången mot Tahar Ben Ammar och av "personligt inflytande" från president Habib Bourguiba.
År 1965 ersatte han Hassen Belkhodja på posten som Tunisiens ambassadör i Frankrike. Han höll denna position fram till 1970, då han utsågs till utrikesminister efter Habib Bourguiba Jr, son till president Bourguiba, som blev justitieminister.
Masmoudi var en av initiativtagarna till det avbrutna projektet tunisisk-libyska union år 1974, som gick ut på att förena de två länderna. Med tanke på misslyckandet med projektet, ersattes han samma år i regeringen av president Bourguiba av Habib Chatti.
År 1977, publicerade Masmoudi boken Les Arabes dans la tempête i form av ett långt öppet brev till Bourguiba. Från 2010 och några år framöver bodde Masmoudi i Förenade Arabemiraten.